# 王浩 (萬曆進士)
王浩（1564年—1612年），字充伯，號配吾，山东济南府临邑县軍籍，明朝政治人物。

## 生平
父王三遷，號紹庭，生不识父，事節母至孝。母卒，殯茅屋，邻火起，延烧至茅屋，三遷抱柩大呼曰：「儿在，斯愿俱烬。」風应声折而南火熄。柩完葬之日，匍匐哀號，路人爲释负而歎。夜有甘露降墓，柏邑三老上其事，知县劉承忠賜門额曰：「節孝奇徵」。
王浩與弟王洽同中萬曆十九年（1591年）辛卯科山东鄉試舉人，二十三年（1595年）乙未科進士。登第后，县饋舆马不受。歴任户部主事、员外、郎中，署户部河南司篆，有大璫衔上命，索珠宝，直溢额三十万，执不与，曰：「贵人第云臣浩不可。」竟得寝。视易饷，条上便宜十有二，商民赖以苏。萬曆三十年（1602年）出守潞安府，兴学课士，恤饥户，振貧宗，平冤狱，轸孤独，惠政不可枚举。三十五年（1607年）三月擢河南按察司副使，老幼卧车辙而泣，不得行者三日，旋聞封公讣，哀痛绝食自伤，含殓未视，泣血三年，竟致灭性，享年四十九，人以为死孝云。

## 家族
曾祖王世禮。祖父王贷，廪生。父王三遷，遥授训导。母于氏，继母馮氏。具庆下。弟王託、王洽，萬曆甲辰进士，官兵部尚书。王法。娶蔺氏，有子王昌祚。